# Нове (Гуляйпільська міська громада)
Нове́ — село в Україні, у Гуляйпільській міській громаді Пологівського району Запорізької області. Населення становить 107 осіб. До 2017 орган місцевого самоврядування - Успенівська сільська рада.

## Географія
Село Нове знаходиться на відстані 1 км від села Новоуспенівське та за 3 км від села Успенівка. По селу протікає пересихаючий струмок з загатами.

## Історія
12 червня 2020 року, відповідно до розпорядження Кабінету Міністрів України № 713-р «Про визначення адміністративних центрів та затвердження територій територіальних громад Запорізької області», увійшло до складу Гуляйпільської міської громади.
19 липня 2020 року, у результаті адміністративно-територіальної реформи та ліквідації Гуляйпільського району, село увійшло до складу Пологівського району.

## Населення
Згідно з переписом УРСР 1989 року чисельність наявного населення села становила 133 особи, з яких 57 чоловіків та 76 жінок.
За переписом населення України 2001 року в селі мешкало 107 осіб. 100 % населення вказало своєю рідною мовою українську мову.